# Grœnlendinga saga

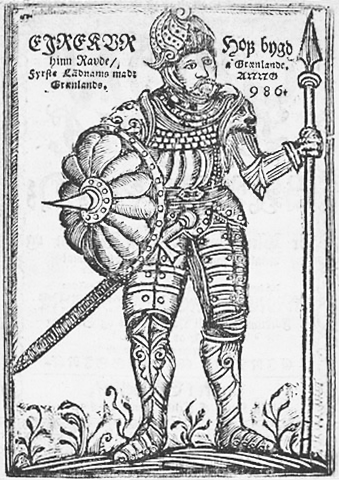

La Saga des Groenlandais, ou Grænlendinga saga (en islandais moderne), est une saga islandaise concernant l'exploration du Groenland et de l'Amérique du Nord par les Vikings. Il s'agit de l'une des sagas islandaises les plus courtes que nous ayons conservées.
La saga a été traduite en français par Régis Boyer qui l’a classée, avec le Dit des Groenlandais et la Saga d'Erik le Rouge, dans un ensemble qu'il a appelé Sagas du Vinland.
La version originale de la saga n'a pas été conservée. On dispose uniquement du texte sur un manuscrit du XIVe siècle, le Flateyjarbók. Il semblerait que l'auteur de ce texte ne l'ait pas écrit en se basant sur d'autres sources écrites, mais bien sur une tradition orale.
Elle a probablement été utilisée comme texte de référence par l'auteur de la Saga d'Erik le Rouge.

## L'exploration du Vinland
Selon les recherches de S. B. F. Jansson et de Jón Jóhannesson, cette saga serait la plus fiable des sagas concernant le Vinland.
La saga nous fait le récit de cinq voyages successifs vers le Vinland :
- le voyage de Bjarni Herjólfsson, en 985 ou 986, qui arrive au Vinland après avoir été dérouté ;
- le voyage de Leif Erikson, fils d'Erik le Rouge ;
- le voyage de Thorvald Eriksson, autre fils d'Erik le Rouge ;
- le voyage de Thorfinn Karlsefni et de sa femme Gudrid Thorbjarnardottir ;
- le voyage de Freydis Eiriksdottir, fille d'Erik le Rouge.